# Ottó Tolnai
Ottó Tolnai (n. 5 iulie 1940, Kanjiža, Banatul de Nord, Serbia – d. 27 martie 2025) a fost un scriitor maghiar.